# Сукарно
Сукарно, рођ. Кусно Сосродихараџо (инд. Kusno Sosrodiharadjo; Сурабаја, 6. јун 1901 — Џакарта, 21. јун 1970) је био први и доживотни председник Индонезије и један од оснивача Покрета несврстаних.
Сукарно је био вођа индонежанске борбе за независност од холандских колонијалиста. Он је био истакнути лидер Индонезијског националистичког покрета током колонијалног периода и провео је више од једне деценије у холандском притвору док га инвазионе јапанске снаге нису пустиле током Другог светског рата. Сукарно и његови колеге националисти колаборирале су како би прикупили подршку становништва за јапанске ратне напоре, у замену за јапанску помоћ у ширењу националистичких идеја. По предаји Јапана, Сукарно и Мохамад Хата прогласили су независност Индонезије 17. августа 1945. године, а Сукарно је именован за њеног председника. Он је предводио је Индонежане у отпору холандским реколонизационим напорима дипломатским и војним средствима све до холандског признања индонежанске независности 1949. Аутор Прамоедја Ананта Тоер једном је написао: „Сукарно је био једини азијски вођа модерне ере који је могао да уједини људе тако различитих етничког, културног и верског порекла без проливања капи крви“.
Након хаотичног периода парламентарне демократије, Сукарно је 1959. успоставио аутократски систем назван „вођена демократија“ који је успешно окончао нестабилност и побуне које су угрожавале опстанак разнолике и распарчане земље. Почетком 1960-их Сукарно је повео Индонезију у левичарском правцу пружајући подршку и заштиту Комунистичкој партији Индонезије (ПКИ) што је антагонизовало војне слојеве и исламисте. Такође је започео низ агресивних спољнополитичких акција под окриљем антиимперијализма, уз помоћ Совјетског Савеза и Кине. Неуспех Покрета 30. септембра 1965. године довео је до уништења ПКИ погубљењима његових чланова и симпатизера у неколико масакр, при чему се процењује да је било 500.000 до 1.000.000 мртвих.‍:3 Њега је 1967. заменио један од његових генерала, Сухарто, и он је остао у кућном притвору до своје смрти 1970.

## Биографија
Родио се као син јаванског учитеља и његове жене с Балија. Као младог револуционара, често су га затварале холандске колонијалне власти. Сукарно је био оснивач (1927. године) и председник Националне странке Индонезије, која се залагала за независност. Холандска колонијална управа га је ухапсила 1929. те је провео две године у затвору. Сукарно је за време свог боравка у затвору међу народом стекао статус националног јунака. Током 1930-их, неколико пута је био у затвору, као и 1942. када је Јапанско царство окупирало земљу.
Током Другог светског рата, Сукарно је сарађивао с Јапанцима, јер је сматрао да ће с њиховом помоћи доћи до циља којем је тежио - независне Индонезије. У револуцији која је следила након јапанског повлачења, Сукарно је након трогодишњих крвавих борби с холандским снагама, потписао примирје крајем 1947. У децембру 1948, Холанђани су покренули војну офанзиву и поново освојили већину земље. Крајем 1949, под притиском УН-а, на преговорима у Ден Хагу Холандија је признала суверенитет Индонезије, који је ступио на снагу 27. децембра исте године.
Био је први председник Индонезије од 1945. до 1966. године. Заслужан је стварање индонежанске независности и у складу с тим назван и „Отац нације“. На темељу пет принципа (национализам, интернационализам, демократија, благостање, вера у Бога) држао је вишеострвску републику заједно. Иако се залагао за демократију, Сукарно је био аутократа и диктатор. Један је од пет оснивача Покрета несврстаних.
С власти је свргнут пучем 1966. године. Предводник пуча био је генерал Сухарто. Пета председница Индонезије (2001—2004) је била његова кћерка Мегавати Сукарнопутри.

### Под колонијалном влашћу
Родио се као син јаванског учитеља и његове жене с острва Бали. Као младог револуционара, често су га затварале колонијалне власти. Током студирања у Бандунгу, Сукарно је оснивач (1927) и председник Националне странке Индонезије (Partai Nasional Indonesia, акроним PNI) која се залагала за независност. Холандска колонијална управа ухапсила га је 1929. године те је провео две године у затвору. Сукарно је за време свог боравка у затвору међу народом стекао статус националног јунака. Године 1932. основао је Индонезијску странку (Partai Indonesia или Партиндо) која је била различита од Националне странке Индонезије. Након покушаја да се помире две странке и успостави један уједињен националистички фронт, Сукарно се одлучио да постане шеф Партинда 28. јула исте године. Током 1930-их година неколико пута је био у затвору, а потом од краја 1933. године је провео у егзилу без суђења на Суматри, као и 1942. године када је јапанска империја окупирала острва.

### Други светски рат и револуција
Током Другог светског рата Сукарно је сарађивао с Јапанцима јер је сматрао да ће, с њиховом помоћи, доћи до циља којем је тежио - независне Индонезије. Имамура је био један од најугледнијих официра јапанске копнене војске. Не само да је на почетку рата брзо и окретно заузео сво острво Јаву, него је после увео ред у Холандској Источној Индији, употребивши за то сасвим мале снаге. Његови либерални поступци изазвали су, међутим, тако жестоку критику моћних и упливних снага у Главном стожеру, да је неко време била у питању његова даљња каријера.
Један од првих потеза којима је Имамура започео окупацију било је пуштање из затвора Ахмеда Сукарна, који је у добу холандског колонијалног режима био најутицајнији револуционарни вођа у Холандској Источној Индији. Сукарна су довели из самице директно у Имамурину службену резиденцију, елегантну зграду у којој је још кратко време пре тога становао холандски колонијални намесник. „Знам да ви нисте човек који слуша било чија наређења”, рекао је Имамура. „Зато их од мене нећете добијати. Чак вам нећу саветовати шта да чините. Али, мислим да вам могу обећати да ће Индонежанима бити под нашом окупацијом боље потруде ли се и науче наш језик. Све остало у вези с окупацијом зависи од јапанске владе. Другим речима, будући да о томе не могу одлучивати ја него они, не могу вам обећати да ћете добити независност”.
Осим што је међу својим сународњацима промовисао учење јапанског језика и помогао је у организовању наставе, Сукарно је помогао у стварању одбора у којему се налазило 15 Индонежана и 5 Јапанаца, и који је имао задатак да прима притужбе грађана. Приговори Имамурину либерализму дошли су брзо до ушију његовог непосредног старешине, генерала Тераучија у Сајгону, који их је одмах проследио у Токио. Мало касније из Токија су у Батавију (данашњу Јакарту) допутовали генерали Акира Муто и Киођи Томинага које је послало Министарство рата испитати притужбе против Имамуре. Имамура је веома одлучно и агресивно бранио своју окупацијску политику. „Ја заправо само извршавам цареве директиве”, рекао је. „Ако установите да не ваља моја управа, смените ме, али вас молим то не учинити док не проучите њене ишоде!” Инспекторе је запањило оно што су видели, те су у извештају Тођу и начелнику Главног стожера Сугијами препоручили да се Имамури дају слободне руке.
У револуцији која је слиједила након јапанског повлачења Сукарно је, након трогодишњих крвавих борби с холандским снагама, потписао примирје крајем 1947. године. У децембру 1948. године Холанђани су покренули војну офанзиву и поново освојили већину земље. Крајем 1949. године под притиском Већа сигурности УН, на преговорима у Ден Хагу Холандија је признала суверенитет Индонезије који је ступио на снагу 27. децембра исте године.

### Независна Индонезија
Био је први председник Индонезије од 1945. до 1966. године. Заслужан је стварање индонезијске независности од Холандије и у складу с тиме зван и „Отац нације”. На темељу „пет принципа” (национализам, интернационализам, демократија, благостање, вера у Бога) држао је вишеострвску републику заједно коју је настојао спровести преузимајући и место премијера 1959. године. Иако се начелно залагао за демократију, Сукарно је био аутократа и диктатор. Један је од организатора Конференције афроазијских земаља у Бандунгу 1955. године, те један од пет оснивача покрета несврстаности (Нехру, Насер, Тито, Кваме Нкрумах, Сукарно).
Властити положај на челу државе настојао је да учврсти ауторитарним јачањем власти, спровођењем националистичке идеологије, окупацијом суседних подручја (запад Нове Гвинеје) и сукобљивањем с Малезијом. Прогласио се доживотним председником 1963. године. С власти је свргнут пучем 1966. године. Предводник пуча био је генерал-мајор Сухарто. У марту 1967. године био је лишен положаја председника државе и стављен у кућни притвор у којем је остао до смрти 1970. године.